# ر. ج. کالینگوود
رابین جورج کالینگوود (به انگلیسی: R. G. Collingwood) (۲۲ فوریهٔ ۱۸۸۹–۹ ژانویهٔ ۱۹۴۳) یک فیلسوف، مورخ، و باستان‌شناس انگلیسی‌ست، که بیش‌تر به‌خاطر کتاب ایدهٔ تاریخ (۱۹۴۶) شناخته می‌شود، که پس از مرگش منتشر شد.

## زندگی‌نامه
کالینگوود در ۲۲ فوریه ۱۸۸۹در Cartmel, Grange-over-Sands و سپس در لنکاوی، پسر هنرمند و باستان‌شناس W. G. Collingwood متولد شد که در سال‌های آخر زندگی راسکین به عنوان منشی خصوصی جان راسکین کار می‌کرد. مادر کالینگوود نیز یک هنرمند و یک پیانیست با استعداد بود. او در دانشکده راگبی و کالج دانشگاه آکسفورد تحصیل کرد، جایی که در سال ۱۹۱۰موفق به کسب رتبه اول در اعتدال کلاسیک (یونانی و لاتین) و در سال ۱۹۱۲یک تبریک در بزرگان (تاریخ و فلسفه باستان) شد.[۴] قبل از فارغ‌التحصیلی، او به عنوان عضو کالج پمبروک، آکسفورد انتخاب شد.
کالینگوود به مدت ۱۵سال عضو کالج پمبروک آکسفورد بود تا اینکه استاد فلسفه متافیزیک وینفلیت در کالج ماگدالن آکسفورد شد. او توسط مورخ و باستان‌شناس F. J. Haverfield که در آن زمان استاد کامدن در تاریخ باستان بود، تدریس می‌کرد. بندتو کروچه، جیووانی جنتیله و گیدو دو روجیرو، ایده آلیست‌های ایتالیایی، که آخرین آنها نیز دوست صمیمی بود، تأثیرات مهمی بر کالینگوود داشتند. سایر تأثیرات مهم عبارتند از هگل، کانت، جیامباتیستا ویکو، F. H. Bradley و J. A. Smith.
پس از چندین سال سکته‌های ناتوان‌کننده فزاینده، کالینگ‌وود در ۹ ژانویه ۱۹۴۳در کنیستون، لنکشایر درگذشت.

## فیلسوف

### فلسفه تاریخ
کالینگوود به‌طور گسترده برای ایده تاریخ (۱۹۴۶) مورد توجه قرار گرفت، که بلافاصله پس از مرگ او توسط دانشجویی به نام تی ام ناکس از منابع مختلف گردآوری شد. این الهام‌بخش عمده‌ای برای فلسفه تاریخ در جهان انگلیسی‌زبان بود و به‌طور گسترده مورد استناد قرار می‌گیرد، که منجر به اظهارات کنایه‌آمیزی توسط مفسر لوئیس مینک شد که کالینگوود در حال تبدیل شدن به «معروف‌ترین متفکر نادیده گرفته شده زمان ما» است.[۵] ]
کالینگوود تاریخ را به عنوان یک علم طبقه‌بندی می‌کند و علم را به عنوان «هر مجموعه ای از دانش سازمان یافته» تعریف می‌کند. در رایج‌ترین کاربرد آن، به علوم اجتماعی و امور انسانی می‌پردازد.[۷] کالینگوود به تفاوت اساسی بین دانستن چیزها در زمان حال (یا در علوم طبیعی) و دانستن تاریخ اشاره کرد. برای شناخت چیزها در زمان حال یا در مورد چیزهایی در علوم طبیعی، می‌توان چیزهای «واقعی» را مشاهده کرد، چنان‌که در حال حاضر وجود دارند یا جوهری دارند.
از آنجا که فرآیندهای فکری درونی افراد تاریخی را نمی‌توان با حواس فیزیکی درک کرد و رویدادهای تاریخی گذشته را نمی‌توان مستقیماً مشاهده کرد، تاریخ باید از نظر روش شناختی با علوم طبیعی متفاوت باشد. تاریخ که مطالعه ذهن انسان است، به افکار و انگیزه‌های بازیگران تاریخ علاقه دارد، این بینش در خلاصه داستان او گنجانده شده‌است: «تمام تاریخ، تاریخ اندیشه است». باید تاریخ را با استفاده از «تخیل تاریخی» برای «بازسازی» فرآیندهای فکری افراد تاریخی بر اساس اطلاعات و شواهد منابع تاریخی «بازسازی» کرد. بازآفرینی اندیشه به این ایده اشاره دارد که مورخ نه تنها می‌تواند به فرایند فکری مشابه با کنش‌گر تاریخی، بلکه به خود فرایند فکری واقعی دسترسی پیدا کند. به سخنان کالینگوود در مورد مطالعه افلاطون توجه کنید:
استدلال افلاطون در بی واسطه بودن خود، به عنوان یک تجربه واقعی خودش، بدون شک باید از نوعی بحث سرچشمه گرفته باشد، اگرچه من نمی‌دانم چه بود، و ارتباط نزدیکی با چنین بحثی داشت. با این حال، اگر من نه تنها استدلال او را می‌خوانم، بلکه آن را درک می‌کنم، آن را در ذهن خود دنبال می‌کنم و با استدلال مجدد با و برای خودم آن را دنبال می‌کنم، روند استدلالی که من طی می‌کنم روندی شبیه به افلاطون نیست، در واقع تا اینجای کار افلاطون است. همان‌طور که من او را به درستی درک می‌کنم.[۹]
در درک کالینگوود، یک فکر یک نهاد واحد است که برای عموم قابل دسترسی است و بنابراین، صرف نظر از اینکه چند نفر فکر یکسانی دارند، هنوز یک فکر منحصر به فرد است. «به عبارت دیگر، افکار باید بر اساس معیارهای صرفاً کیفی تفکیک شوند، و اگر دو نفر با یک اندیشه (از لحاظ کیفی) سرگرم شوند، تنها یک فکر (از لحاظ عددی) وجود دارد زیرا فقط یک محتوای گزاره‌ای وجود دارد.» [۱۰] بنابراین، اگر مورخان در پاسخ به یک منبع و دلیل تاریخی، خط تحقیق صحیح را به درستی دنبال کنند، می‌توانند به همان اندیشه‌ای که نویسنده منبع آن‌ها داشته‌است، برسند و با این کار، آن اندیشه را «بازسازی» کنند.
کالینگ‌وود آنچه را که او «تاریخ قیچی و چسبان» می‌داند را رد کرد که در آن مورخ بیانیه‌ای را که سوژه خود ثبت کرده‌است رد می‌کند، یا به این دلیل که با بیان تاریخی دیگری در تضاد است یا به دلیل اینکه با درک خود مورخ از جهان در تضاد است. همان‌طور که او در کتاب اصول تاریخ بیان می‌کند، گاهی مورخ با داستانی مواجه می‌شود که به سادگی نمی‌تواند آن را باور کند، داستانی که احتمالاً مشخصه خرافات یا تعصبات زمان نویسنده یا حلقه ای است که او در آن زندگی می‌کرده‌است، اما برای یک نویسنده قابل باور نیست. کالینگوود استدلال می‌کند که این روشی غیرقابل قبول برای انجام تاریخ است. منابعی که ادعاهایی را مطرح می‌کنند که با درک کنونی جهان مطابقت ندارند، هنوز توسط انسان‌های منطقی ایجاد شده‌اند که دلیلی برای ایجاد آنها داشتند؛ بنابراین، این منابع ارزشمند هستند و باید بیشتر مورد بررسی قرار گیرند تا به بافت تاریخی که در آن و به چه دلیل به وجود آمده‌اند، پی ببریم.